# Camponotus castanicola
Camponotus castanicola är en myrart som beskrevs av Horace Donisthorpe 1943. Camponotus castanicola ingår i släktet hästmyror, och familjen myror. Inga underarter finns listade.